# Iglesia de San Vicente de Arriaga
La Iglesia de San Vicente de Arriaga (más exactamente, San Vicente Mártir de Arriaga) es un templo parroquial católico sito en la ciudad de Vitoria, (Álava, País Vasco, España). Fue construida entre los siglos XV y XVI en estilo gótico-renacentista, si bien exteriormente predomina la arquitectura neoclásica, fruto de importantes añadidos y reformas en los siglos XVIII y XIX.

## Descripción
El templo, que no ha de confundirse con la Iglesia de San Vicente Mártir, otra parroquia ubicada en el Casco Viejo (Vitoria) de Vitoria, se encuentra al norte de la ciudad, en el barrio de Arriaga, una zona residencial y ajardinada, trazada luego de ser absorbida la vieja aldea rural por el perímetro urbano de la capital alavesa. Fue levantado a caballo entre los siglos XV y XVI, y al parecer reemplazó a una iglesia más antigua de estilo románico.
Del exterior, muy sobrio, únicamente destaca la torre, elegante y esbelta construcción neoclásica de sillería, con base cuadrada y dos cuerpos; el cuerpo superior alberga el campanario, con vanos de arco de medio punto enmarcados por rectángulos rehundidos, columnas con capiteles de orden compuesto en las esquinas y remate con flameros, cúpula y linterna. La traza de esta torre, considerada una de las más bellas de la Llanada alavesa, es obra de Justo Antonio de Olaguíbel, vecino de Vitoria, quien contrató el diseño en 1789. El trabajo arquitectónico correspondió a Ramón de Segura, cantero, y Vicente de Zuazo, carpintero. Es a través de la torre, adosada al lado de poniente, por una sencilla puerta de arco de medio punto, por donde se accede a la iglesia.
En el lado sur se levantaba un pórtico también neoclásico, hoy derruido. Al fondo de los arranques de este pórtico desaparecido se aprecian unos restos románicos incrustados en el muro: son fragmentos de arquivoltas con sartas de perlas y otros vestigios del primitivo templo medieval. 
El interior planta de cruz latina con nave de dos tramos, crucero de brazos cortos y ábside poligonal de cinco paños. El primer tramo cubre un sencillo coro desprovisto de decoración. Las bóvedas son de crucería con terceletes, que en la cabecera forman estrella. Las claves están decoradas con florones de madera, algunos de ellos policromados o dorados. Las nervaduras apean en ménsulas semicirculares ornados con labras vegetales.

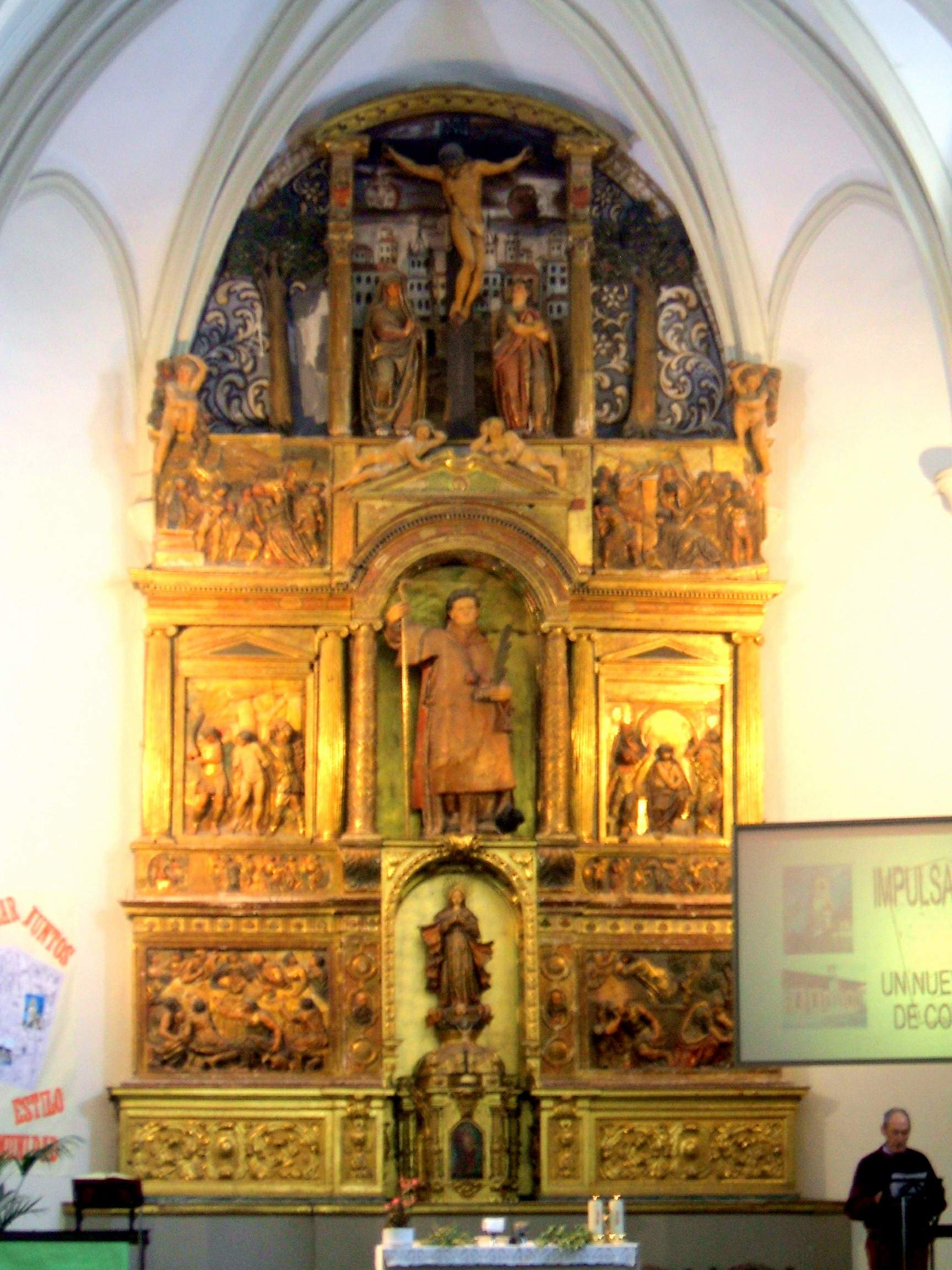
Retablo mayor renacentista (s-XVI).

A los lados del retablo mayor, en la corta nave transversal, se sitúan dos retablos gemelos dorados, muebles barrocos pre-rococó del siglo XVIII, de dos cuerpos. El del lado del Evangelio (izquierda) está dedicado a la Virgen del Rosario, cuya talla en sí puede fecharse en el siglo XVII; incorpora talla de Santa Bárbara en el remate. El del lado de la Epístola (derecha) está dedicado a San José, con talla de San Antonio Abad en el remate. Ambos fueron contratados por Lorenzo de Ugarte en 1748 y 1749, correspondiendo el dorado a José de Aguirre, en 1757.
Del mobiliario destaca el retablo mayor, mueble renacentista contratado por Esteban de Velasco en 1575, luego apeado en un banco dorado barroco del XVIII, estilo y época posteriores a los que pertenecen también el sagrario y el camarín de la Virgen del cuerpo central. La mazonería se distribuye en tres cuerpos de tres calles más un ático semicircular, presentando cierta desproporción compositiva. Aloja tallas exentas de la Purísima, de finales del siglo XVII, y del patrón titular, San Vicente Mártir, bulto de gran tamaño aunque carente de expresividad; también, seis relieves dorados y policromados de gran dinamismo narrativo en los que se aprecian influencias del estilo manierista romanista, con escenas de la Última Cena, La Oración del Huerto, la Flagelación, el Ecce Homo, la Presentación de Cristo al Pueblo y Cristo con la Cruz camino del Calvario. En cuanto a la escena del Calvario en el ático, fue recompuesta en el siglo XVIII para ajustarla al remate curvado de la bóveda.
Adosada a la cabecera se encuentra la sacristía, espacio de planta octogonal de lados desiguales, siendo más amplios los acoplados al ochavo central del ábside, su opuesto y los dos laterales. Se cubre con cúpula ornamentada con yesería geométrica y florón dorado en el centro. Fue construida entre 1748 y 1749 por Domingo Antonio de Olaguíbel (la cantería) y Benito de Odriozola (la carpintería) para reemplazar a la sacristía primitiva, que se encontraba debajo del coro.

## Galería de imágenes

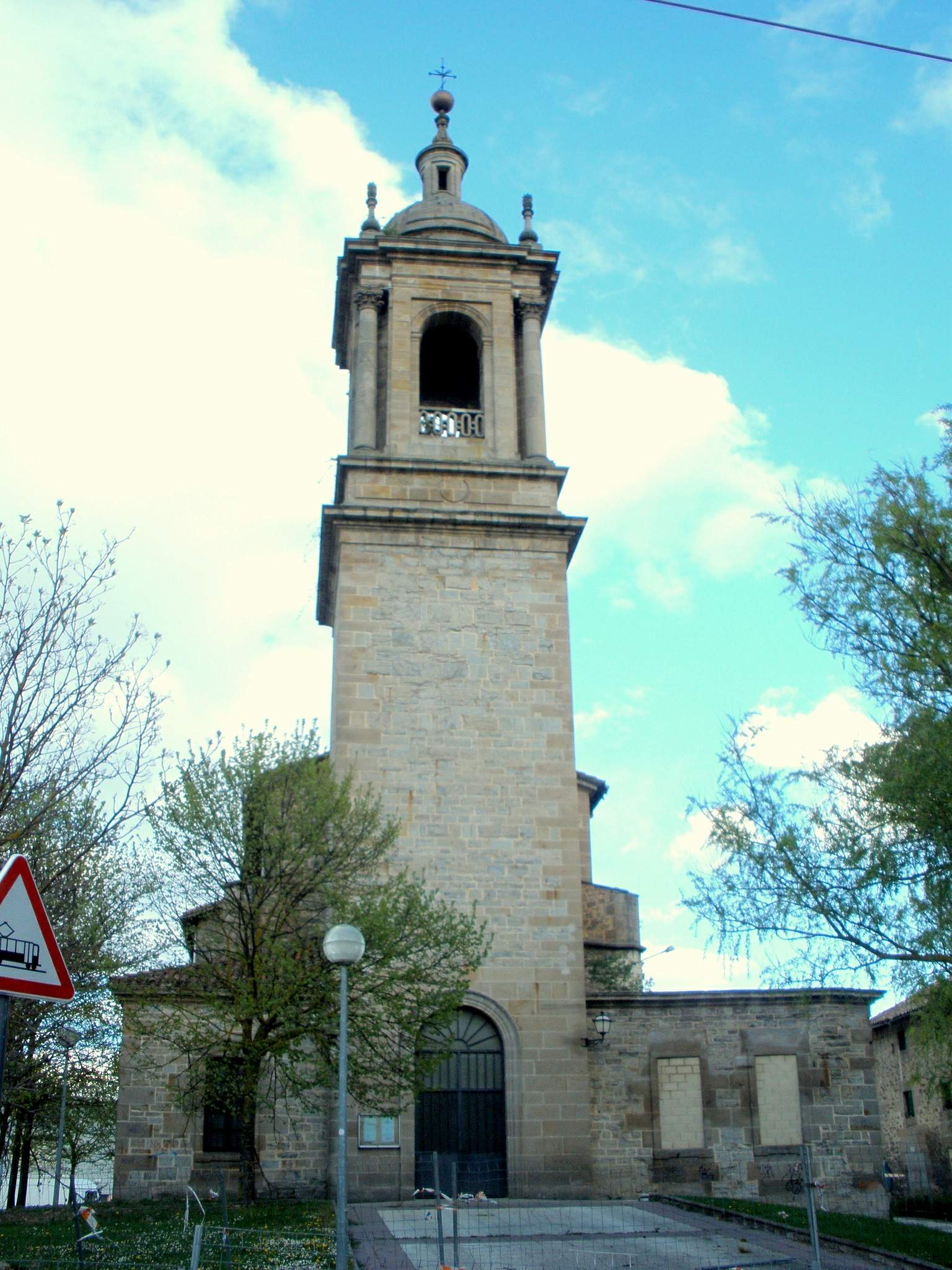
Aspecto de la fachada occidental y la torre
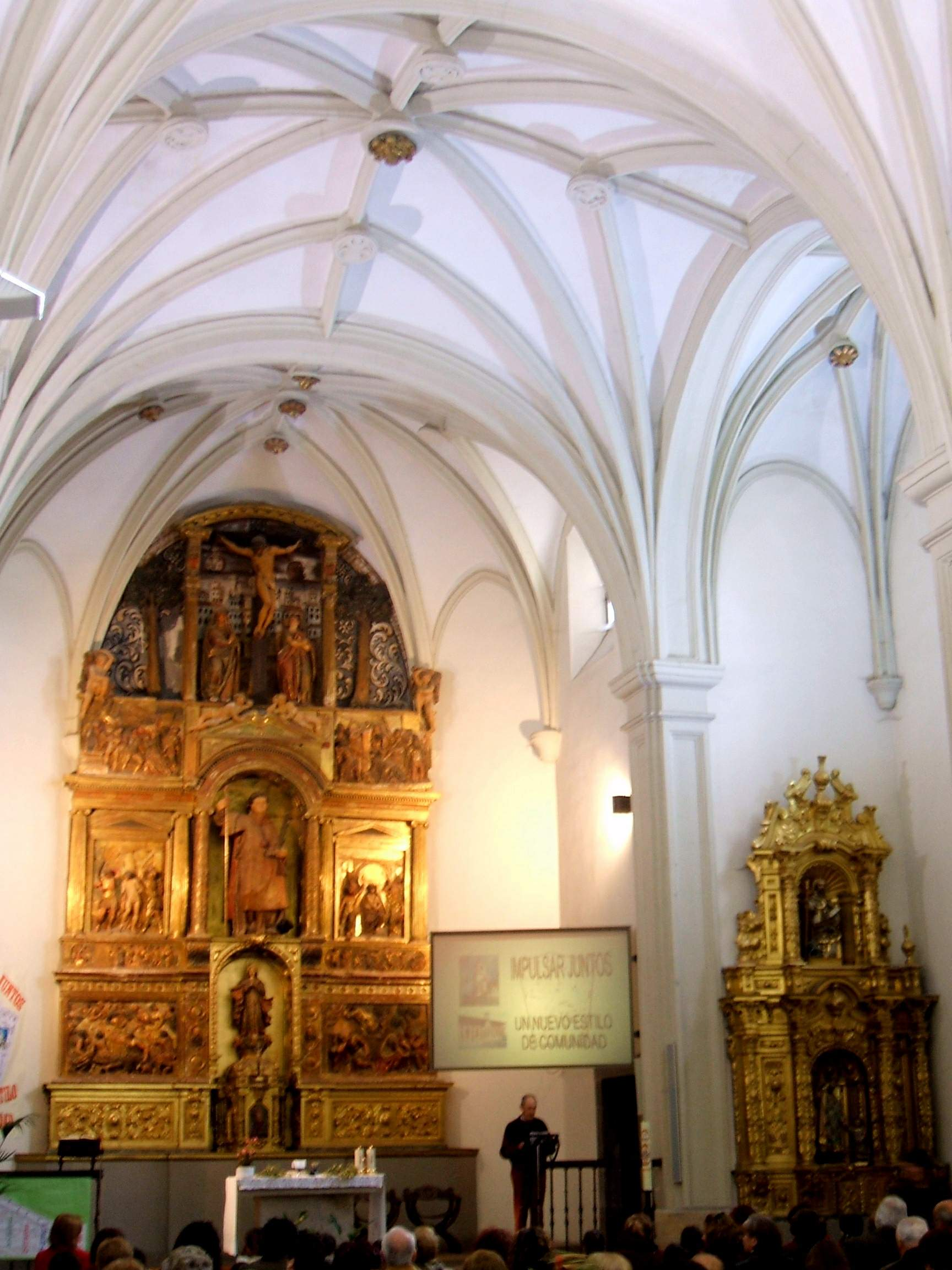
Interior
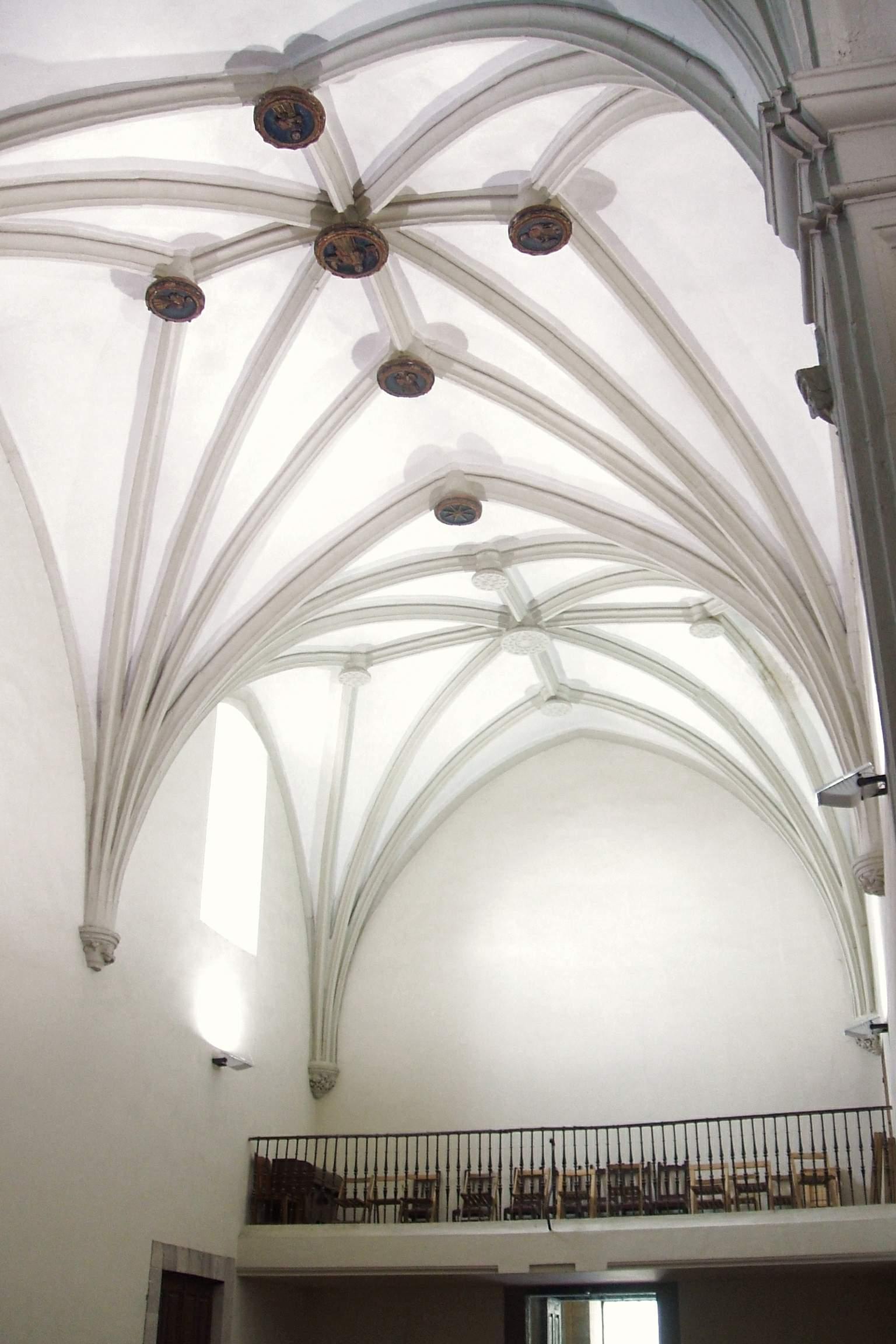
Bóvedas y coro
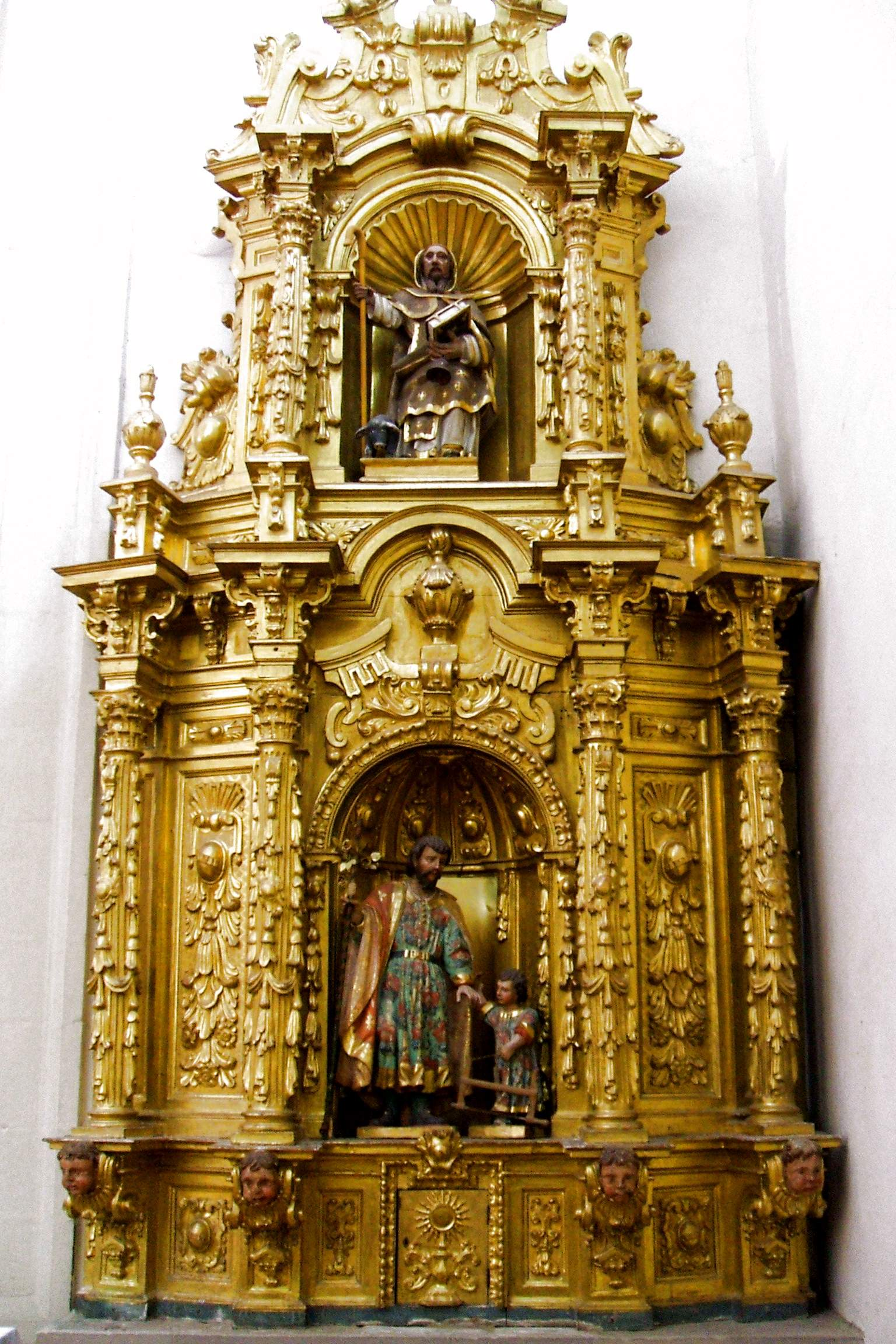
Retablo lateral barroco (s. XVIII)
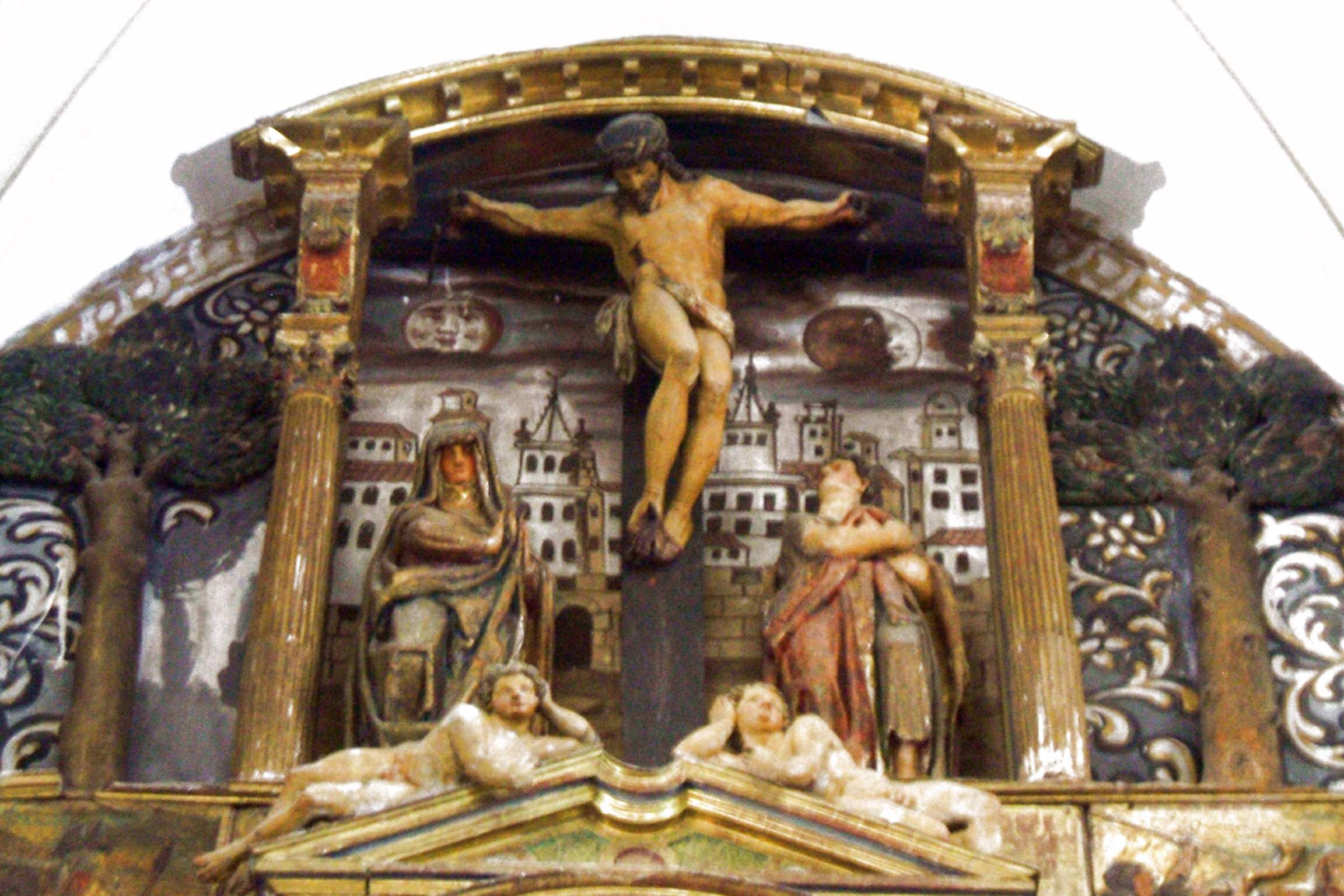
Detalle del retablo mayor, Calvario (s. XVI)